# Melittia simonyi
Melittia simonyi is een vlinder uit de familie wespvlinders (Sesiidae), onderfamilie Sesiinae.
Melittia simonyi is voor het eerst wetenschappelijk beschreven door Rebel in 1899. De soort komt voor in het Oriëntaals gebied.